# نينتندو سويتش
نينتندو سويتش (بالإنجليزية: Nintendo Switch)‏ (باليابانية: ニンテンドー スイッチ) وهو سابع نظام ألعاب فيديو منزلي تم تطويره من قبل شركة نينتندو. عرف أثناء تطويره بالاسم الحركي أن إكس (NX)، أعلن عنه في أكتوبر 2016 وتم إصداره عالميا في 3 مارس 2017. تعتبر  نينتندو السويتش جهازا «هجينا»؛ تم تصميمه في الأصل ليكون نظام ألعاب منزليا، مع الوحدة الرئيسية المدرجة على المحطة الحضنية لكي يتم إيصاله بالتلفاز. بديلا، يمكن نزعه من الحاضنة لاستعماله على نحو مماثل للحاسوب اللوحي عن طريق شاشة لمس إل سي دي (LCD)، أو يتم وضعه على نمط سطح المنضدة المستقل المرئي لمجموعة من اللاعبين. يستعمل السويتش متحكمين لاسلكيين هما جوي-كون، يحتوي كل واحد منهما على أزرار قياسية وعصا تحكم اتجاهية لمدخلات المستخدم، ومستشعر حركات وراجعة لمسية عالية الدقة. الجوي-كون يمكن ربطه بكلا جانبي الجهاز ليدعم اللعب بأسلوب محمول يدويا، المتصل بقبضة تبعي لتوفير شكل نظام ألعاب تقليدي يستخدم الجيم باد، أو يستعمل بشكل فردي باستخدام اليد مثل ال‍وي ريموت، الداعم لنمط متعدد الاعبين (multiplayer) المحلي. برمجية السويتش تدعم اللعب على الإنترنت عن طريق الاتصالية به، بالإضافة إلى الاتصال المحلي ب‍شبكة أدهوك اللاسلكية مع أجهزة سويتش أخرى. ألعاب وبرمجيات السويتش متوفرة في خرطوشة روم المادية الوميضية والتوزيع الرقمي، ولا تستخدم تقنية الإغلاق الإقليمي.
فكرة السويتش أتت بسبب ردة فعل شركة نينتندو للخسائر المالية التي تعرضت لها في عدة أرباع من عام 2014، المنسوبة إلى ضعف المبيعات للجهاز السابق، وي يو، بسبب المنافسة في السوق مع الألعاب المحمولة. حينئذ رئيس نينتندو ساتورو إواتا دفع الشركة نحو مجال الألعاب المحمولة وأجهزة الروايات. تصميم السويتش يهدف إلى ديمغرافية أكثر توسعا من لاعبي ألعاب الفيديو عن طريق تعدد أنماط الاستخدام. اختارت نينتندو استعمال المزيد من المكونات الإلكترونية القياسية في جهازها، مثل شريحة إلكترونية مبنية على معمارية إنفيديا تجرا، لجعل تطوير النظام أسهل للمبرمجين وأكثر توافقا مع محركات الألعاب الحالية. حيث أن الجهاز السابق وي يو قد كافح لكسب دعم خارجي، حيث ترك مع مكتبة برامج ضعيفة، نينتندو سعت استباقيا للحصول على دعم من عدة مطورين وناشرين من الطرف الثالث (third-party developers and publishers) للمساعدة في بناء مكتبة ألعاب جهاز السويتش جنبا إلى جنب مع مطوري الطرف الأول المملوكين من قبل الشركة، بما في ذلك عدة استديوهات متخصصة في الألعاب مستقلة. قبل أن يتم إطلاق الجهاز، أعلنت نينتندو أن حوالي 100 لعبة يتم تطويرها من قبل 70 مطورا.
الجهاز شحن حوالي 2.74 مليون وحدة في الشهر الأول من إطلاقه، وهو ما يتجاوز توقعات نينتندو الأولية التي تبلغ 2 مليون وحدة، ما جعله نظام الألعاب المنزلي الأسرع مبيعا في تاريخها. مبيعات الجهاز كانت مرتبطة للغاية بلعبة ذا ليجند أوف زيلدا: بريث أوف ذا وايلد التي أشيد بها نقديا، التي تم إصدارها عالميا بجانب موعد إطلاق السويتش.

## التاريخ

### مرحلة التطوير
اعتبرت نينتندو عام 2014 الأسوأ من حيث الخسائر المالية في تاريخها الحديث، معللةً ذلك بضعف مبيعات أجهزتها مقابل الألعاب المحمولة. سابقا، كانت الشركة مترددة بشأن هذا السوق، حيث اعتبر رئيس الشركة آنذاك ساتورو إواتا أنهم «لن يكونوا نينتندو» بل سيفقدون هويتهم إذا حاولوا دخول ذلك المجال. قبل حوالي ثلاث سنوات من إعلان السويتش، وضع تاتسومي كيميشيما، وغينيو تاكيدا وشيغيرو مياموتو استراتيجية لإعادة تنشيط نموذج عمل شركة نينتندو، والتي شملت الاقتراب من سوق الهواتف المحمولة، وإنشاء جهاز جديد، وتحقيق الحد الأقصى من الملكية الفكرية. قبل وفاته، كان إواتا قادرا على تأمين تحالف تجاري مع مزود خدمة الجوال الياباني دي أن إيه لتطوير ألعاب محمولة مبنية على أساس سلاسل الطرف الأول التابعة لشركة نينتندو، معتقدين أن هذا النهج لن يضر بنزاهتهم. بعد وفاة إواتا في يوليو 2015، أصبح كيميشيما رئيس شركة نينتندو، في حين ترقى مياموتو إلى منصب «زميل المبدع».
وذكر كيميشيما أنه عندما كانت نينتندو تقوم بتقييم الأجهزة الجديدة التي تريد إنتاجها، لم «ترغب بخليفة» إما لنينتندو 3دي أس أو وي يو، ولكن بدلا من ذلك سألت «أي نوع من التجربة الجديدة يمكن أن نخلق؟» في مقابلة مع صحيفة أساهي، ذكر كيميشيما أن جهاز السويتش صمم لتوفير «طريقة جديدة للعب» من شأنها أن «يكون لها تأثير أكبر من وي يو». وأكد رئيس ومدير عمليات شركة نينتندو الأمريكية ريجي فيس-إميه أن الجهاز سيتيح للاعبين خيار اللعب في المنزل أو أثناء التنقل، وأشار إلى أنه سيتيح للمطورين تطوير أنواع جديدة من الألعاب.
شينيا تاكاهاشي، المدير العام لنينتندو إنترتينمنت بلانينغ أند دفيلوبمنت (إي بي دي)، اعتبر أن تصميم سويتش عالج الاختلافات الثقافية بين اللاعبين الغربيين واليابانيين، لا سيما الطلاب؛ في حين أن الطلاب اليابانيين يقضون عادة وقتا أطول معا بعد الدراسة وحيث الألعاب هي جزء لا يتجزأ من ذلك الزمن الاجتماعي، أما الطلاب الغربيون فيميلون إلى أن يكون لديهم برامج أكثر انشغالا التي تحد من هذا، مما يجعل ميزات السويتش قادرة على تلبية نمطي الحياة كليهما. في بعض الحالات، يتم تصميم ألعاب السويتش لتشجيع التفاعلات الاجتماعية في المجموعات، مثل 1-2 سويتش التي تتطلب من اللاعبين أن ينظروا وجها لوجه بدلا من النظر إلى الشاشة. وقال كيميشيما، بما أن نينتندو شركة ترفيه، فإنها ترى ألعاب السويتش التي تشجع المتعة من التفاعلات الاجتماعية أنها داعمة لأهدافهم النهائية. تم اختيار اسم «السويتش» ليس فقط للإشارة إلى قدرة وحدة التحكم للتبديل من وسائط أنظمة محمولة إلى وسائط أنظمة رئيسية، ولكن لتقديم «فكرة كون 'السويتش' سيقلب ويغير طريقة الناس لتجربة الترفيه في حياتهم اليومية».
نائب المدير العام لنينتندو إي بي دي يوشياكي كويزومي عمل كمنتج عام للسويتش أثناء تطوير الجهاز. ووفقا لمياموتو، تم تطوير الجهاز تحت قيادة موظفين صغار السن، حيث قال: «... كان لهم حقا فضل في دفع هذا إلى الأمام، وتصميم هذا النظام». مياموتو، وتاكيدا وإواتا كانوا أقل مشاركة، ولكن قدموا الرقابة اللازمة على مرحلة تطوير السويتش بشكل رئيسي حول تكلفة تنفيذ الميزات الجديدة التي من شأنها أن تجعل الجهاز بارزا. بالنسبة لمياموتو، سمحت له مشاركته المحدودة بقضاء مزيد من الوقت على برمجيات نينتندو التي يجري تطويرها في ذلك الوقت، مثل سوبر ماريو ران.
تطوير الجهاز واصل مقاربة محيط نينتندو الأزرق من سوق الأنظمة التنافسي. بدلا من محاولة التنافس بميزة لميزة مع عروض مايكروسوفت أو سوني، ذكر فيس-إميه أن هدف نينتندو من السويتش كان «خلق منتجات وخبرات فريدة من نوعها، لا يمكن لمنافسينا نسخها». وذكر تاكاهاشي بشأن نينتندو، «نحن نشعر أننا شركة ترفيهية بدلا من شركة ألعاب أو رسومات»، حيث وصف السويتش بأنه «نظام لديه حقا أفضل ميزانية من شأنه أن يخلق المتعة وطرقا جديدة لللعب، مع جودة الرسومات التي لا تزال جيدة بما فيه الكفاية لتسهيل التطوير عليه.» وذكر مياموتو أن بعض أفكار السويتش الواسعة تمتد من فلسفة تصميم «التفكير الجانبي مع التكنولوجيا المتبلة» المقتبسة من غانبي يوكوي المستخدمة من قبل شركة نينتندو على مدى العقدين الماضيين.
وكان أحد الخيارات التي قدمها فريق التطوير هو استخدام منظومة على رقاقة (SOC) متواجدة بدلا من صنع واحدة خاصة بهم كما فعلوا مع الأنظمة السابقة. حيث ذكر كويزومي أن هذا الانقطاع عن التقاليد قد تم لكسب المزيد من الدعم على الجهاز من الطرف الثالث عبر استخدام منظومة على رقاقة يمكن للمطورين النفاذ إليها بسهولة. ذكر كويزومي أنهم لم يركزوا على قوة معالجة خامة (بالإنجليزية: raw processing power)‏، لكن بدلا من ذلك سعوا إلى تحقيق التوازن بين السمات العامة للنظام، بما في ذلك عمر البطارية وحجمها. ولهذا السبب، لم يختاروا استخدام الأجهزة الأكثر قوة التي كان يمكن استخدامها، بدلا من ذلك استخدام نهج حل وسط  لتحقيق رؤيتهم عن الجهاز.
حدثت أول الأخبار العامة عن الجهاز جنبا إلى جنب مع إعلان شراكة نينتندو ودي أن إيه في 17 مارس 2015. في هذه المرحلة، أشارت نينتندو إلى النظام تحت الاسم الرمزي "NX" (ويُلفظ «أن إكس»)، ووصفته بأنه «تصميم جديد كليا». في اجتماع للمستثمرين في أبريل 2016، أعلنت نينتندو أنها تخطط لإطلاق "NX" في جميع أنحاء العالم في مارس 2017. في حين لم تكشف نينتندو عن أجهزة "NX" في معرض الترفيه الإلكتروني 2016 في يونيو، لكن أعلنت أن لعبة ذا ليجند أوف زيلدا: بريث أوف ذا وايلد، والتي أعلنت في الأصل حصريا على جهاز وي يو، سوف تصدر أيضا على NX. في اجتماع نينتندو للمساهمين ما بعد المؤتمر، ذكر مياموتو أن الشركة لديها مخاوف من نسخ أفكار جهاز NX من قبل منافسيها إن تم الإعلان عنها باكرا. في الشهر التالي، بدأت الشائعات تظهر وتحيط بطبيعة النظام، بما في ذلك استخدامه لمعدات إنفيديا تجرا، وكونه جهازا «هجينا» مخصص للاستخدام المنزلي والمتنقل على حد سواء.

### الإعلانات
في 20 أكتوبر 2016، أعلنت نينتندو رسميا عن الجهاز تحت اسم نينتندو سويتش، جنبا إلى جنب مع فيديو إعلاني له يظهر طبيعته كجهاز هجين. في الوقت الذي تم فيه الإعلان عن الفيديو، لم توفر نينتندو عدة تفاصيل عن خصائص النظام، رغم أنهم خططوا لتوفير مزيد من المعلومات عن الجهاز بدءا من 2017. وصرحت الشركة بوجود ميزات إضافية لم يتم ذكرها في الفيديو التقديمي. مياموتو وفيس-إميه قاموا بعرض الجهاز في بث مباشر من برنامج الليلة بطولة جيمي فالون في ديسمبر 2016. وقد منح جيمي فالون الفرصة للعب جزء من لعبة بريث أوف ذا وايلد لإظهار مزيد من خصائص ووظائف الجهاز.
كشفت نينتندو عن تفاصيل الجهاز التقنية، بما في ذلك تاريخ صدوره وثمنه ضمن حدث صحفي في طوكيو في 13 يناير 2017. حيث أن الحدث تم بثه مباشرة، مع تعليق صوتي إنجليزي مقدم من طرف نينتندو أوروبا عبر إذاعتهم وحسابات تويتر الإقليمية لترحيل المواصفات بلغات أخرى. في اليوم التالي، تم الكشف عن الألعاب التي سوف يتم إصدارها على الجهاز في حدث نينتندو تري هاوس.
تم إصدار النظام رسميا بتاريخ 3 مارس 2017 في جميع أنحاء العالم، لا سيما في جميع الأسواق الرئيسية، باستثناء بعض من أجزاء قارة آسيا، منها الهند والبر الرئيسي للصين. من ناحية ثانية، تم إصدار الجهاز رسميا في الأسواق المستقلة، مثل الأرجنتين في 15 أغسطس 2017، وجنوب كوريا وتايوان في 1 ديسمبر 2017. تم إصدار الجهاز أيضا بالبرازيل في مايو 2017، بعدما قامت نينتندو بتعيين NC Games كموزع محلي لها، منذ أن خرجت نينتندو من السوق البرازيلي مرة أخرى في 2015.

## وصلات خارجية
- الموقع الرسمي